# Winx Club 3D: La aventura mágica
Winx Club 3D: La aventura mágica (en italiano: Winx Club 3D: Magica avventura) es una película de animación CGI sobre Winx Club estrenada en Italia el 29 de octubre de 2010, siendo secuela de la primera película “Winx Club: El secreto del reino perdido” (2007). Fue estrenada el 18 de noviembre de 2011 en España, y en Latinoamérica no fue estrenada ya que Viacom no exportó la película.

## Sinopsis
Esta película narra acontecimientos que suceden durante de la cuarta temporada (después del episodio 13). Alfea celebra el comienzo de un nuevo año escolar en dicha escuela en conjunto con Torre de Nubes. El Winx Club, excepto Bloom, está también presente para el acontecimiento. Sin embargo, y por sorpresa, la fiesta es interrumpida por Icy, Darcy y Stormy, las pérfidas Trix. Las cinco Winx presentes, sin Bloom, se ven obligadas a poner fin al desastre creado por las Trix, quienes después de haber arruinado la fiesta, roban una brújula poderosa que revela un gran secreto mágico, sustraída por Darcy en el fragor de la batalla. 
Mientras tanto, Bloom se encuentra en Domino, viviendo los mejores momentos de su nueva vida como princesa con sus padres biológicos, el rey Oritel y la reina Marion, y con el espíritu de su hermana mayor Daphne; tratando de recuperar el tiempo perdido (haciendo caso a la cronología de la serie, no se veían desde la película “El secreto del reino perdido”). Por desgracia, las Tres Antiguas Hechiceras vuelven contra las hadas Winx, y para mala suerte de Bloom, Erendor, el padre de Sky, le prohíbe a su hijo casarse con ella a causa de un oscuro secreto que se encuentra en el planeta Eraklyon, que por supuesto no le menciona. Inconscientemente, y tras enterarse del supuesto “plantón” de Sky, Oritel somete a su hija a una sobreprotección que agrava aún más la apatía de Bloom.
Mientras tanto, con ayuda de las Trix, las Antiguas Hechiceras son capaces de encontrar el árbol de la vida que mantiene en equilibrio la energía positiva y negativa de la magia. Con un hechizo fuerte y poderoso, rompen este equilibrio y absorben toda la energía positiva de la dimensión mágica. Sky, por su parte y tras sortear disfrazado la guardia real (ya que Oritel le prohíbe el paso), logra llegar hasta Bloom, que ha recibido la visita de sus amigas al enterarse y tratar de explicarse, lo que desemboca en una escapada de las Winx a Gardenia, donde se enteran de lo sucedido con el Árbol de la Vida gracias a una comunicación con Faragonda. Bloom y sus amigas se encuentran vulnerables y con la ayuda de los especialistas deberán encontrar una planta (nacida del polen del árbol de la vida) que está en Eraklyon.
Oritel se siente confuso por no saber hacer su papel de padre, y después de hablar con Marion y escuchar las explicaciones de Erendor sobre la decisión de prohibir el matrimonio, llega hasta Gardenia junto con su esposa para conversar con Mike y Vanessa, los padres adoptivos terrestres de Bloom. Mike le cuenta su experiencia para tratar de tranquilizar y corregir a Oritel, lo que lleva a la reconciliación de éste y su hija.
Bloom, Flora, Stella, Musa, Layla y Tecna, tras despedirse de Gardenia, se dirigen a Eraklyon donde les esperan el grupo de Especialistas. En un barco volante se dirigen hacia una ruinas donde supuestamente se encuentra el remedio al mal del Árbol de la Vida. Por desgracia las Antiguas Hechiceras y las Trix llegan hasta allí para impedirlo y someten al grupo hasta separar a Bloom y Sky del resto del grupo. No obstante, son ellos los que encuentran la planta que devolvería la energía positiva a la dimensión mágica. Sin embargo las Trix y las hechiceras la destruyen, pero de repente las Winx sienten que recuperan sus poderes y logran hacer frente a las Trix y dejarlas en evidencia. Disgustadas, las Antiguas Hechiceras poseen a las Trix y casi logran ganar. Inesperadamente la intervenciónn de Oritel y Erendor hace ganar tiempo para que las Winx, con una superconvergencia, las derrotan para siempre y devuelvan la energía positiva a la dimensión mágica. Finalmente, Erendor levanta la prohibición y Bloom y Sky tienen vía libre para casarse; y Oritel se esfuerza por ser mejor padre con Bloom.

## Doblaje
| Personaje | Actor/Actriz original · Italia | Actor/Actriz de doblaje · España |
| --------- | ------------------------------ | -------------------------------- |
| Bloom     | Letizia Ciampa                 | Isabel Valls                     |
| Stella    | Perla Liberatori               | Marta Barbará                    |
| Flora     | Ilaria Latini                  | Elisabet Bargalló                |
| Musa      | Gemma Donati                   | Mar Nicolás                      |
| Tecna     | Domitilla D'Amico              | Victoria Ramos                   |
| Layla     | Laura Lenghi                   | Cristina Mauri                   |
| Sky       | Alessandro Quarta              | José Posada                      |
| Brandon   | Massimiliano Alto              | Ángel De Gracia                  |
| Riven     | Mirko Mazzanti                 |                                  |
| Timmy     | Corrado Conforti               | Juan Antonio Soler               |
| Helia     | Francesco Pezzulli             |                                  |
| Nabu      | Sasha De Toni                  | David Jenner                     |
| Mike      | Roberto Certomà                | Jordi Ribes                      |
| Icy       | Tatiana Dessi                  | Graciela Molina                  |
| Darcy     | Federica De Bortoli            |                                  |
| Stormy    | Valeria Vidali                 | Geni Rey                         |
| Faragonda | Roberta Greganti               |                                  |
| Erendor   | Paolo Marchese                 | Javier Roldán                    |
| Daphne    | Raffaella Castelli             | Marta Covas                      |
| Oritel    | Francesco Prando               | Juan Carlos Gustems              |

## Estrenos mundiales
| País           | Nombre                                      | Fecha                                            | Estudios                     |
| -------------- | ------------------------------------------- | ------------------------------------------------ | ---------------------------- |
| Rusia          | Волшебное Приключение                       | 21 de octubre del 2010                           | Новый Диск                   |
| Ucrania        | Чарівна пригода                             | 21 de octubre del 2010                           | Новый Диск, Кіно-Театр       |
| Kazajistán     | Волшебное Приключение                       | 21 de octubre del 2010                           | Новый Диск                   |
| Turquía        | Sihirli Macera                              | 29 de octubre del 2010                           | Filma LTD                    |
| Italia         | Magica avventura                            | 29 de octubre del 2010                           | Rainbow S.p.A                |
| Bulgaria       | Вълшебно Приключение                        | 4 de febrero del 2011                            | ProFilms                     |
| Portugal       | A aventura mágica                           | 31 de marzo del 2011                             | Zon Lusomundo Audiovisuais   |
| Francia        | L'Aventure Magique                          | 6 de abril del 2011                              | Rezo Films, Kazé             |
| Bélgica        | FR: L'Aventure Magique NL: Magisch Avontuur | FR: 6 de abril del 2011 NL: 18 de abril del 2012 |                              |
| Argelia        | المغامرات السحرية                           | 6 de abril del 2011                              |                              |
| Mónaco         | L'Aventure Magique                          | 6 de abril del 2011                              |                              |
| Túnez          | المغامرات السحرية                           | 6 de abril del 2011                              |                              |
| Marruecos      | المغامرات السحرية                           | 6 de abril del 2011                              |                              |
| Australia      | Magical Adventure                           | 5 de mayo del 2011                               | Network Ten                  |
| Alemania       | Das Magische Abenteuer                      | 5 de mayo del 2011                               | Universum Film AG            |
| Lituania       | Magiški Fėjų Vinksių Nuotykiai              | 6 de mayo del 2011                               | Garsų Pasaulio Įrašai GPI    |
| Estonia        | Tüdrukute Imeline Seiklus                   | 10 de mayo del 2011                              |                              |
| Letonia        | Brinumainais Piedzīvojumu                   | 13 de mayo del 2011                              | Garsų Pasaulio Įrašai GPI    |
| Finlandia      | Maaginen Seikkailu                          | 2 de junio del 2011                              |                              |
| Suecia         | Den Magiska Äventyr                         | 9 de junio del 2011                              |                              |
| Austria        | Das Magische Abenteuer                      | 10 de junio del 2011                             | Universum Film AG            |
| Israel         | הרפתקה קסומה                                | 21 de julio del 2011                             | Shapira Films Ltd.           |
| Serbia         | Чаробна Авантура Čarobna Avantura           | 7 de octubre del 2011                            |                              |
| Eslovenia      | Čarobna pustolovščina                       | 19 de octubre del 2011                           | Karantanija Cinemas          |
| Grecia         | Μαγική Περιπέτεια                           | 20 de octubre del 2011                           | Audio Visual Entertainment   |
| España         | La aventura mágica                          | 18 de noviembre del 2011                         | Flins y Pinículas            |
| Cataluña       | L'aventura màgica                           | 18 de noviembre del 2011                         | Servei Català del Doblatge   |
| Polonia        | Magiczna Przygoda                           | 2 de diciembre del 2011                          |                              |
| Japón          | 魔法の冒険                                  | 17 de diciembre del 2011                         | TMS Entertainment, Toho, OLM |
| Países Bajos   | Magisch Avontuur                            | 4 de abril del 2012                              | Nickelodeon NL               |
| Reino Unido    | Magical Adventure                           | 25 de diciembre del 2011                         | E1 Entertainment             |
| Filipinas      | Magical Adventure ang Secret Tropa          | 31 de diciembre del 2011                         | GMA News TV                  |
| Quebec         | L'Aventure Magique                          | 14 de julio del 2012                             | Télétoon                     |
| Estados Unidos | Magical Adventure                           | 20 de mayo del 2013                              | Funimation Entertainment     |

## Banda sonora (CD)
| Pista | Nombre en italiano        | Traducción literal        | Nombre en español           | Artista        |
| ----- | ------------------------- | ------------------------- | --------------------------- | -------------- |
| 1     | Tutta la magia del cuore  | Toda la magia del corazón | Un mundo de maravillas      | Elisa Rosselli |
| 2     | Believix (potere di Winx) | Believix (poder de Winx)  | Believix                    | Elisa Rosselli |
| 3     | Insopportabile alchimia   | Alquimia insoportable     | Chicas buenas, chicas malas | Elisa Rosselli |
| 4     | Per sempre                | Para siempre              | Para siempre                | Elisa Rosselli |
| 5     | Due destini in volo       | Dos destinos en vuelo     | No me despiertes            | Elisa Rosselli |
| 6     | Fatto apposta per me      | Hecho para mí             | Chicas famosas              | Elisa Rosselli |
| 7     | Supergirls                | Superchicas               | Superchicas                 | Elisa Rosselli |
| 8     | Mentre il mondo gira      | Mientras el mundo gira    | El amor no se puede negar   | Elisa Rosselli |
| 9     | Irraggiungibile           | Inalcanzable              | Sin fin                     | Elisa Rosselli |
| 10    | Big Boy                   | Chico grande              | Chico grande                | Elisa Rosselli |
| 11    | Ora sei libertà           | Ahora eres libertad       | El amor es un milagro       | Elisa Rosselli |